# Pilištrof
Pilištrof (njemački: Pilgersdorf, mađarski: Pergelin) je naseljeno mjesto i općina u austrijskoj saveznoj državi Gradišće, administrativno pripada Kotaru Gornja Pulja.

## Stanovništvo
Pilištrof prema podacima iz 2010. godine ima 1.642 stanovnika. Općina je 1910. godine imala 604 stanovnika većinom Nijemaca.

## Naselja u općini
- Bubendorf
- Deutsch Gerisdorf
- Kogl
- Lebenbrunn
- Pilgersdorf
- Salmannsdorf
- Steinbach

## Vanjske poveznice
- Internet stranica naselja